# Plerisca sudinica
Plerisca sudinica är en insektsart som beskrevs av Schmidt, G.H. 2004. Plerisca sudinica ingår i släktet Plerisca och familjen Pyrgomorphidae. Inga underarter finns listade i Catalogue of Life.